# 拉克鲁瓦埃莱昂
拉克鲁瓦埃莱昂（法語：La Croix-Helléan，法語發音：[la kʁwa eleɑ̃]）是法国莫尔比昂省的一个市镇，属于蓬蒂维区。

## 地理
拉克鲁瓦埃莱昂（47°57'25"N, 2°30'3"W）面积14.4 平方千米，位于法国布列塔尼大區莫尔比昂省，该省份为法国西北部沿海省份，位于布列塔尼半岛南部，北起阿摩尔滨海省、西接菲尼斯泰尔省，南濒大西洋，东南接大西洋卢瓦尔省，东临伊勒-维莱讷省。
与拉克鲁瓦埃莱昂接壤的市镇（或旧市镇、城区）包括：拉格雷圣洛朗、埃莱昂、吉亚克、若斯兰、福日德拉努埃。

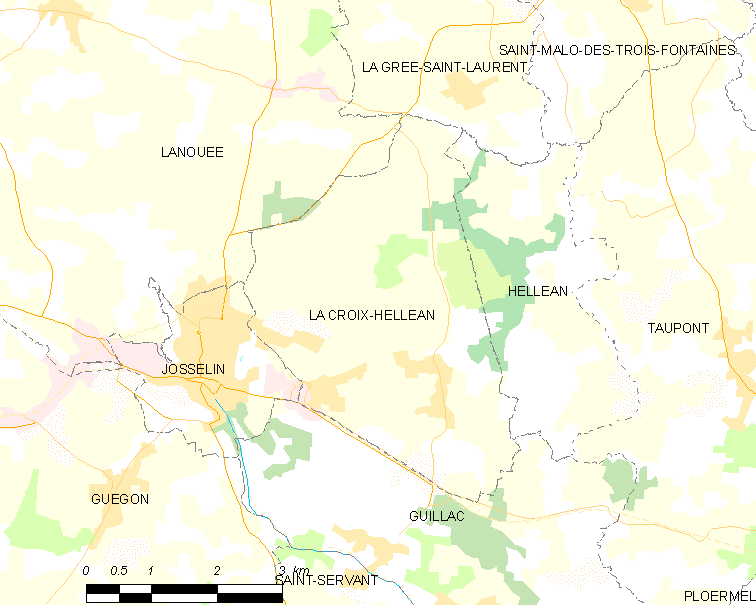
拉克鲁瓦埃莱昂的OSM定位图

拉克鲁瓦埃莱昂的时区为UTC+01:00、UTC+02:00（夏令时）。

## 行政
拉克鲁瓦埃莱昂的邮政编码为56120，INSEE市镇编码为56050。

## 政治
拉克鲁瓦埃莱昂所属的省级选区为普洛埃梅勒县。

## 人口

1962-2008年间拉克鲁瓦埃莱昂人口变化图示

拉克鲁瓦埃莱昂于2022年1月1日时的人口数量为881人。